# Ceffyl dŵr
Le Ceffyl dŵr est, dans le folklore gallois, un cheval aquatique et fantastique, esprit de l'eau et du brouillard, qui apparait comme un magnifique animal sur les berges d'un cours d'eau ou d'une voie navigable. Il tente alors le voyageur fatigué de le monter, mais à peine celui-ci s'est-il installé sur son dos que le Ceffyl dŵr s'envole en flèche au-dessus des rivières et des montagnes avant de jeter son cavalier à terre. Cette créature rejoint un folklore celte et gaélique important mentionnant de nombreux chevaux aquatiques.

## Étymologie
Ceffyl Dŵr signifie littéralement « cheval aquatique ».

## Description
Le cheval aquatique est connu dans les traditions et folklores de nombreuses régions du monde. Au pays de Galles, il s'appelle le Ceffyl dŵr, généralement décrit comme un beau petit cheval, bien qu'il n'ait pas d'ailes, il est capable de voler. Il peut être vu au-dessus des cascades ou à l'occasion sur la rive, en train de brouter. Il peut parfois être pris et monté, mais est facétieux et se plaît à jeter son cavalier à terre.
Dans certaines parties de Gwynedd, on croyait que les merlynod, de petits chevaux propres à la région, étaient engendrés par le ceffyl dwr et des poneys de montagne. Le ceffyl dwr pourrait aussi se transformer en d'autres créatures et semer la terreur durant la nuit. 
Bien que plus couramment associés à l'eau douce, il existe des versions de Ceffyl Dŵr qui fréquentent la côte maritime. Ces derniers étaient souvent décrits comme gris pommelée, ou de couleur brun sable et  ne pouvaient être identifiées que par leurs sabots. Un homme attrapé un Dŵr ceffyl sur les côtes de la baie de Cardigan et tenta de dresser la créature à tirer sa charrette. Au moyen d'une bride, il dirigea l'animal comme un cheval de trait, mais un jour, la bride se détacha et le ceffyl dwr s'élança avec le chariot et son conducteur dans la mer, d'où ils ne revinrent jamais.

### Légendes

#### Glyn Nedd
Une histoire sur le Ceffyl Dŵr vient de Glyn Nedd (The Vale of Neath). Un homme avait fait un long voyage et se reposait près d'une cascade. Un ceffyl dwr émergea lentement de la cascade et des eaux en secouant sa crinière blanche comme neige, et se mit à remonter la pente sur laquelle le voyageur fatigué se reposait. L'animal attendit sous le soleil, hennit, s'ébroua et secoua sa crinière, comme pour attirer l'attention. En voyant ce bel animal, le voyageur fut tenté de monter et le cheval s'approcha de lui plutôt que de se dérober. Il fut facilement capturé et monté. Bientôt, le voyageur se sentit en sécurité sur le noble animal, bien qu'il n'ait pas de selle ni de bride. Il s'accrocha à la crinière, mais bientôt le paysage se mit à défiler devant lui à une vitesse remarquable. Regardant en bas, le voyageur vit que les sabots du cheval ne semblaient plus toucher le sol. Le coursier ne ralentissait pas et le cavalier commença à s'inquiéter. La pleine lune se levait dans le ciel quand le cheval disparut tout simplement sous lui, et il fut jeté au sol. Le choc de la chute fut si grand qu'il git étourdit pour longtemps. À l'aube, l'homme se releva et marcha lentement jusqu'à ce qu'il arrive à la ville de Brefi, Ceredigion, à de nombreux miles de l'endroit d'où il était parti.

#### Aberthaw
Certaines versions de l'histoire du Ceffyl Dŵr sont plus positives, comme celle d'Aberthaw, Morgannwg. Elle date de la première partie du XIXe siècle, et mentionne un vieil homme marchant dans la lande, près d'Aberthaw. C'était une nuit froide au milieu de l'hiver et de sombres nuages menaçaient d'obscurcir la lune, le vieil homme hâta le pas, craignant que la neige se mette à tomber. Quand il fut à peu près à mi-parcours, il fut étonné de voir devant lui un petit cheval monté par un unijambiste. Le cheval comme le cavalier étaient baignés d'une lumière chatoyante. Il chercha à rattraper le voyageur, mais il eut beau presser le pas, la distance entre le cheval et lui semblait ne pas varier. Au moment où il atteignit sa destination, le cavalier et sa monture disparurent lentement. Cette même nuit, la vallée à travers laquelle il avait voyagé fut inondée par une marée exceptionnellement haute.